# Louis Winsberg
Louis Winsberg (Marsiglia, 1963) è un chitarrista francese del gruppo di jazz-rock Sixun.

## Gli esordi
Louis Winsberg nasce a Marsiglia nel 1963, dall'unione dei pittori Jacques Winsberg e Angèle Gage. Vive a Eygalières, nel sud della Francia, dove comincia a studiare chitarra a 12 anni, circondato da amici gitani. Cresce insieme ad una famiglia gitana di Arles e di Tarascon, Los Reyes, che diventeranno famosi in tutto il mondo come i Gipsy Kings.
Il giovane Louis studia jazz, e si iscrive al conservatorio di Cavaillon, portando con sé tutte le sonorità calorose e le atmosfere festose della musica gitana. Studia chitarra classica per due anni, e impara il jazz autonomamente. Tuttavia, partecipa è dei tirocini diretti da Christian Escoudé, Gérard Marais, Eric Boell e Laurent Roubach.
Nel 1979, Louis Winsberg ha 16 anni: si stabilisce a Parigi per studiare chitarra e si iscrive al liceo musicale di Sèvres. Comincia velocemente a suonare nei locali jazz parigini e, nel 1980 registra per la prima volta un album con Los Reyes intitolato "Les fêtes des Saintes-Maries de la mer". Nel 1983, partecipa al concorso nazionale di jazz della Défense (creato nel 1977) e vince il primo premio da solista.
Lo stesso anno diventa professore al CIM ( centre d'informations musicales), scuola parigina di jazz diretta da Alain Guerrini. All'epoca, il CIM era un luogo che raggruppava numerosi alunni venuti per seguire i corsi, ascoltare concerti, suonare (jam sessions), socializzare, formare gruppi, trovare le date dei concerti ...

## Sixun
Louis Winsberg nel 1984 incontra una persona fondamentale per la sua carriera, Jean-Pierre Como. Musicalmente e umanamente, hanno una grande intesa e decidono di formare un gruppo. Jean-Pierre Como coinvolge anche il batterista Paco Séry, col quale suona nell'orchestra di Pierre Vassiliu. Paco Séry invita il bassista Michel Alibo e il percussionista Abdou M'Boup, mentre Louis contatta il sassofonista Alain Debiossat. A seguito di un primo concerto al Caf'Conc' (Parigi), nel 1984 il gruppo prende forma ufficialmente con il nome Sixun (9 album, 1 DVD, centinaia di concerti per tutto il mondo).
Nel 1985, i Sixun pubblicano il loro primo disco Nuits blanches, prodotto da Alain Guerrini. Contemporaneamente, Louis Winsberg incontra numerose personalità importanti della musica (Elizabeth Caumont, Antoine Hervé, Eric Le Lann...). Nello stesso anno, registra insieme a Jean-Pierre Como, François Laizeau e Jean Bardy l'album Sud del giovane trombettista Antoine Illouz. Nel 1986, Louis si dedica completamente ai Sixun, che registrano il loro secondo album Pygmées.
Lo ritroviamo nel 1987 su "New York", il disco del trombettista Eric Le Lann. Quest'occasione gli permette di apparire vicino alle grandi stelle della musica Mike Stern e Mino Cinélu (compagni di Miles Davis) e Eddie Gomez (contrabbassista di Bill Evans, Steps Ahead, Steve Gadd Group). Dal 1987, il chitarrista dei Sixun decide di affermarsi leader di un gruppo col quale potrà portare avanti un progetto più personale. Forma, così, un trio (con Tony Rabeson alla batteria e alle percussioni e Jean-René Dalerci al contrabbasso) nel quale lui suona la chitarra e il bouzouki. Si occupa delle sue composizioni e incide alla fine del 1988 l'album Appassionata.
Quello stesso anno esce "Explore", terzo album dei Sixun, seguito nel 1989 da "Live", album dal vivo del gruppo e nel 1990 da "L'Eau de là". È il periodo chiave per il sestetto etichettato "jazz fusion" che spicca il volo all'inizio degli anni 1990. Durante questo periodo, il chitarrista fa uscire un secondo album, "Camino", come leader con dei musicisti emblematici della nuova scena del jazz francese (Stéphane Huchard, Dominique Di Piazza, Marc Berthoumieux, Kirt Rust...). Fonda un quartetto che ottiene subito un grande successo e che gli permette di fare una lunga tournée in Francia e in Africa, e di partecipare al Midem del 1992.
Un'altra esperienza contribuisce a questo periodo propizio alla creazione per Louis Winsberg: egli lavora con la compagnia di danza contemporanea L'Esquisse (Joëlle Bouvier/ Régis Obadia) per la quale compone la musica di "Plein soleil" (rappresentazione con Sylvain Luc, Jean-Pierre Como e Stéphane Huchard all'Expo a Siviglia, al Festival di Avignone, all'Opéra Garnier a Parigi).
Nel 1992, i Sixun firmano da Verve-Polygram la pubblicazione di due album e di una compilation. Lo stesso anno, Louis registra "Petits déjà..." un duo di chitarra con Sylvain Luc, l'altro genio della sei corde. Partecipa anche al disco di Jean-Pierre Como "Soléa". Nel 1993 esce "Nomads land", primo album dei Sixun con Verve-Polygram. La chitarra di Louis contribuisce anche al disco "Cano" del percussionista Louis Cesar Ewandé, e a "Ametys" del contrabbassista Diego Imbert.

## Le tournée
Nel 1994, i membri del gruppo decidono di tentare l'esperienza newyorkese. Si trasferiscono a Brooklyn dove vivono per sei mesi in comunità. Incontrano numerosi artisti che li fanno sognare, come Joe Zawinul (i Sixun si sono uniti intorno a un solo riferimento comune: i Weather Report). Si esibiscono sul palco e incidono "Lunatic Taxi" (uscito nel 1995) col fonico James Farber nei prestigiosi studios di Power Station. Quest'avventura non ferma Louis Winsberg nel comparire nel primo album del pianista Alfio Origlio e su "Express Paris-Roma" del suo pianista Jean-Pierre Como. Su questo nastro, si sentono due giovani italiani in quel momento sconosciuti: il trompettista Flavio Boltro e il sassofonista Stefano di Battista.
Dopo l'uscita di "Lunatic Taxi", nel 1996, i Sixun iniziano una lunga tournée dell'Europa e dell'Asia. Finita la tournée, Louis si dedica pienamente al suo universo personale e incide "La Danse du vent", il suo terzo progetto da solista (che anticipa Jaleo) con un nucleo centrale composto da Marc Berthoumieux, Norbert Lucarain, Stéphane Huchard e Christophe Wallemme. Si notano già delle forti influenze di flamenco nelle composizioni del leader, colorate dalla presenza di molti invitati.
Il disco esce nel 1997: ben accolto dal pubblico, è seguito da una importante tournée in Francia e in Africa. A quell'epoca Louis Winsberg studia il flamenco e frequenta dei musicisti dello stesso contesto. Lo stesso anno, lavora per i Doky Brothers, con i quali incide molti album e gira una tournée in Scandinavia con Gino Vannelli e Randy Bracker.
Nel 1998, Louis partecipa a numerosi progetti: i dischi del pianista danese Niels Lan Doky, del contrabbassista danese anche lui Chris Minh Doky (fratello del pianista), del fisarmonicista Marc Berthoumieux (Les Couleurs d'ici") ... e incide Nouvelle Vague, il nono album dei Sixun, che esce con Warner. Il gruppo gira una tournée in Francia per presentare questo disco.
All'inizio del 1999, Louis Winsberg parte per un viaggio in Africa e nell'Oceano indiano con il quintetto della "Danse du vent". Contemporaneamente escono due dischi con la partecipazione di Louis. "Laddé" dei fratelli Touré-Touré (che furono invitati dai Sixun nel loro ultimo album) e "Tribal Traquenard", primo progetto da solista del batterista Stéphane Huchard.
Nell'aprile 1999, fa una serie di concerti col quintetto di Marc Berthoumieux, per presentare al pubblico " Les Couleurs d'ici ", tournée che li porterà fino in Messico.
Nel 2000, Louis organizza delle serate d'improvvisazione Baiser Salé (una discoteca di Parigi) con il tema "Winsberg World Work". Dopo una serata di flamenco, inizia a pensare al progetto Jaleo che svilupperà durante una residenza di due mesi al Phénix de Valenciennes (scena nazionale). Allo stesso momento, la Federazione Nazionale di scuole d'influenza jazz e di musiche contemporanee gli affida la scrittura del progetto Voies Mêlées, con il quale suona una decina di concerti e realizza l'album Kékanta. L'incontro con Yvan Cassar lo porta a partecipare a l'album Embarquement Immédiat di Claude Nougaro e Aznavour 2000 di Charles Aznavour.
Il 2001 è un anno importante per la carriera di Louis Winsberg: nasce il trio Douce France, collabora con Dee Dee Bridgewater, pubblica il primo disco di Jaleo. In Douce France viene accompagnato da Stéphane Huchard e Christophe Wallemme. Questo trio si dedica alla rilettura di canzoni francese. È un gruppo molto aperto, che non si ripete, che permette al leader di esporre tutto il suo sapere di jazzman e chitarrista e d'improvvisare su dei temi che non ha mai affrontato, di armonizzare a piacere le melodie che lo toccano di più. Con la cantante Dee Dee Bridgewater, contribuisce al nuovo spettacolo che ha creato intorno alle canzoni di Kurt Weill.
Nel 2001, esce il primo album del progetto Jaleo, che propone un universo musicale a cavallo tra diversi mondi, quello dell'Andalusia, la Camargue e l'India: otto componimenti originali di Louis Winsberg con diverse influenze degli otto musicisti del gruppo (Norbert Lucarain al vibrafono e alla marimba, Nanda Kumar alla tabla, Jean-Baptiste Marino alla chitarra flamenca, José Montealegre al canto, Jean-Christophe Maillard al saz e alle chitarre, Isabel Pelaez allo schiocco di mani, al canto e alla danza, Miguel Sanchez al cajòn e Louis alle chitarre, al bouzouki, al sitar elettrico, al mandolino, all'oud, ...).
Ritroviamo il chitarrista anche in diversi percorsi come "Listen up! " di Chris Minh Doky, "Passeggiata" di Alfio Origlio, "Thalisma" del percussionista Miguel Sanchez, B.O. del film 15 agosto di Patrick Alessandrin...
Nel 2002, la collaborazione con Dee Dee Bridgewater dà origine al disco This is new ( sotto l'etichetta Verve-Universal) al fianco di Thierry Eliez (organo e piano), di André Ceccarelli (batteria), di Nicolas Folmer (tromba) e di Juan José Mosalini (bandoneon). In questo progetto compare anche il percussionista argentino Minino Garay che incide il suo primo disco in Francia con Los Tambores Del Sur, nel quale invita Louis Winsberg. Louis partecipa anche all'album "Mediterrànéo" della Paris Jazz Big Band (orchestra diretta da Pierre Bertrand e Nicolas Folmer), omaggio alle musicalità del sud il quale permette di ascoltare i fraseggi incisivi propri del flamenco di Louis Winsber in una grande orchestra.
Nel 2003, il chitarrista incide l'album Sobat' ek lamour del pianista originario dell'isola della Riunione Meddy Gerville, e nel 2004 i due progetti "gemelli" di Marc Berthoumieux (" Jazz No Jazz" , vol. 1 & 2).
Nel 2005, i Sixun tornano in scena per il loro 20º anniversario. A seguito di serate mozzafiato al Cigale, il gruppo realizza un DVD live e calca i palchi dei festival e delle grandi città francesi per una serie di concerti indimenticabili, con un nuovo membro alle percussioni, il giovane Stéphane Edouard. Sempre nel 2005, Dee Dee Bridgewater si accinge a reinterpretare i grandi classici della canzone francese (scritti da Trenet, Nougaro, Ferré..) in un album intitolato "J'ai deux amours" con la collaborazione di Louis Winsberg ma anche di Marc Berthoumieux, Minino Garay e del contrabbassista Ira Coleman (conosciuto per aver suonato a lungo con Tony Williams).

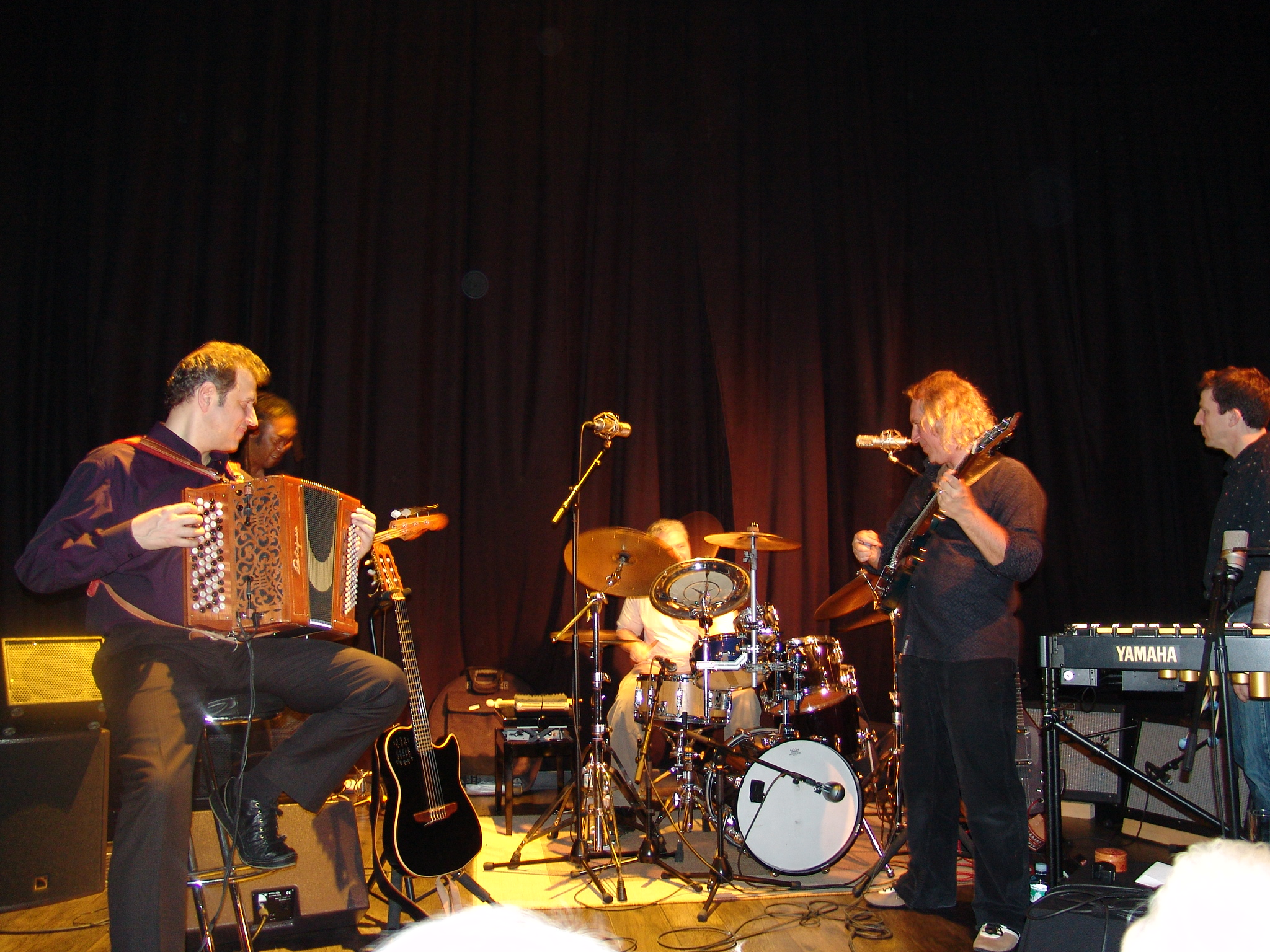
La Danse Du Vent - Louis Winsberg in concerto al Jazz Club a Dunkirk con Marc Berthoumieux, Franck Tortiller, Linley Marthe e Stéphane Huchard, il 14 gennaio 2010.

Nel maggio 2005, Louis realizza lo spettacolo Les Trois Afriques per il festival di Coutances. Col costante desiderio di unire i suoni, di creare nuovi ponti tra le culture e di ampliare le strade della musica, Louis Winsberg continua il viaggio verso "Le Afriche", dal Maghreb al Senegal fino al Madagascar, tanto diverse quanto potenti, connesse tramite i canti e il ritmo che in questo contesto si incontrano naturalmente. Corde, voci e percussioni di Sha Rakotofiringa, Diogal, Jean-Christophe Maillard e Karim Ziad circondano il chitarrista.
Dal 2006, il chitarrista calca le più grandi scene musicali principalmente con i Sixun, Jaleo e Dee Dee Bridgewater. Negli ultimi tempi ha collaborato al disco "Around Jaco" del bassista Frédéric Monino, un progetto che rende omaggio al leggendario Jaco Pastorius, con Stéphane Huchard, l'amornicista Olivier Ker Ourio e il vibrafonista Frack Tortiller.
Nel 2007, Louis pubblica l'album "Douce France" sotto l'etichette e-motive records (con Stéphane Huchard e Ira Coleman, ma anche Christophe Wallemme e Maurane come ospiti). Da Georges Brassens a Claude Nougaro passando per Laurent Voulzy e Serge Gainsbourg, il chitarrista rivisita senza mezzi termini i classici della canzone francese e si appropria delle melodie popolari che cullano la fantasia degli ascoltatori.
Nel 2009, Louis Winsberg presenta il progetto "Marseille Marseille" circa la città di Marsiglia. Città dove il jazz incontra le musicalità magrebine, il flamenco e lo slam. Un mix urbano fatto di asfalto, roccia, ombra e sole.
Louis Winsberg è un chitarrista unico nel suo percorso nel panorama musicale europeo, il cui stile, suono e fraseggio sono facilmente identificabili. Viene riconosciuto specialmente per la sua personalità e la sua immensa musicalità.
Nel 2010 rilancia un progetto in stallo da dieci anni, La Danse Du Vent, in quintetto con il fisarmonicista Marc Berthoumieux, il vibrafonista Franck Tortiller, il bassista Linley Marthe e il batterista Stéphane Huchard. Nello stesso hanno, viene riprogrammata e prodotta la formazione " Sixun".

## Discografia (solista)
- 2016 Jaleo " for Paco"
- 2014 Gypsy Eyes avec Rocky Gresset et Antonio El Titi
- 2011 Marseille Marseille
- 2007 Douce France
- 2005 Le bal des suds
- 2002 Jaleo
- 1997 La Danse du Vent
- 1994 Petits Déjà
- 1990 Camino
- 1987 Appassionata